# Crumpton
Crumpton est une census-designated place située dans le comté de Queen Anne, dans l’État du Maryland, aux États-Unis. Lors du recensement de 2020, elle comptait 496 habitants.